# GP55船団
GP55船団（GP55せんだん）は、第二次世界大戦、太平洋戦争中期の1943年6月に、シドニーからブリスベンへ運航された連合国軍の護送船団である。当時、オーストラリア東海域で一連の通商破壊を実行中だった日本潜水艦に襲撃され、輸送船2隻が沈没・大破する損害を受けた。同船団は日本潜水艦の襲撃を警戒して従来の2倍の数の護衛艦が付いていたが、被害を防げなかった。同船団の被害は、オーストラリア東海域における日本潜水艦による連合国艦船被害の最後の事例となった。

## 背景
太平洋戦争前半、日本海軍は、連合国側の反撃拠点の一つとして警戒するオーストラリア近海にも潜水艦を派遣した。日本海軍は、1942年（昭和17年）5月に特殊潜航艇によるシドニー港攻撃後、母艦役の潜水艦5隻によりオーストラリア東岸での最初の通商破壊を実施し、5月末から6月中旬までの作戦で船舶5隻撃沈・3隻撃破の戦果を上げた。これは、1940年（昭和15年）12月にドイツ仮装巡洋艦「オリオン」「コメート」がナウルを襲撃して以来、18ヶ月ぶりのオーストラリア統治領域内でのオーストラリア商船の被害であった。
オーストラリア海軍は日本潜水艦による被害発生に対応し、1942年6月に主要近海航路における護送船団の導入を決定した。CO船団（ニューカッスル発・メルボルン行）とその逆航路にあたるOC船団（メルボルン発・ニューカッスル行）、PG船団（ブリスベン発・シドニー行）とその逆航路にあたるGP船団（シドニー発・ブリスベン行）の各護送船団が設定され、1200トン以上・速力12ノット以下の商船はこれらの護送船団に加入することが命じられた。OC船団を除く各船団には2隻以上の対潜護衛艦が付され、対潜航空機による護衛も行うものとされた。他方12ノット以上の比較的高速な船と1200トン未満の小型船は単独航海を許されたが、グレート・バリア・リーフの内側を航行中のとき以外、沿岸200海里以内の海域では対潜警戒用の之字運動を行うよう指導された。ほかにタスマニア島方面の航路についても別の船団規則が定められている。最初の近海護送船団であるCO1船団（輸送船9隻・護衛艦2隻）とGP1船団（輸送船5隻・護衛艦2隻）は、それぞれ6月8日に出航した。ただし、護送船団といえど完璧に安全ではなく、6月11日出航のCO2船団（輸送船8隻・護衛艦2隻）は、日本潜水艦「伊24」（前述の特殊潜航艇によるシドニー港攻撃参加艦）の襲撃により輸送船1隻を失っている。
日本海軍は、1942年6月22日に大海指第107号を発して潜水艦の大半を投じたインド洋・オーストラリア近海での海上交通破壊を企図したが、同年8月に生起したガダルカナル島の戦いに潜水艦主力が振り向けられたため、実現しなかった。しかし、ガダルカナル島の戦いが日本軍の敗北に終わった1943年（昭和18年）初頭になると、日本海軍は、オーストラリアからソロモン諸島・ニューギニア方面への増援部隊を阻止するため、オーストラリア方面での潜水艦による海上交通破壊を再開した。まず、同年1月に潜水艦「伊21」がオーストラリア東岸へ出撃し、オーストラリア鉱石船「アイアン・ナイト」（4812トン ）など商船5-6隻を撃沈破した。同年3月13日には「伊6」がブリスベン沖で機雷を敷設し、「伊26」もビスマルク海海戦での溺者救助後にオーストラリア東岸に進出して商船2隻を撃沈した。3月中旬には第三潜水戦隊（三潜戦）の潜水艦5隻の投入が決まり、4月10日に戦隊旗艦「伊11」以下「伊177」「伊178」「伊180」がトラック泊地を出撃、5月16日には「伊174」が続いた。三潜戦は5月末までに、オーストラリア病院船「セントー」（en）を含む船舶5隻を撃沈、2隻を撃破した。
オーストラリア政府は「伊21」による被害で日本潜水艦の活動再開に気付いた。1943年2月9日に開かれたオーストラリア政府の戦争諮問委員会（en）では、前日に鉱石船「アイアン・ナイト」がOC68船団（輸送船10隻・護衛艦2隻）に加入して護衛されていたにもかかわらず撃沈された事例が議題に上った。席上で軍需海運省（仮訳：en:Department of Supply and Shipping）のジャック・ビーズリー（en）大臣は、オーストラリア沿岸での鉄鉱石運搬がすでに困難な状態であると訴えた。オーストラリア海軍参謀長ガイ・ロイル（en）大将は、同船団の編制が輸送船10隻に対して護衛艦がコルベット2隻のみであったことが被害原因と考えられるが、現有戦力で護衛艦を増強するには船団の運行本数を減らすことが唯一の方策であり、さらに被害が拡大するようならそのような策を検討すべきであるとの見解を述べた。その後も上記のとおり日本潜水艦による被害が続出したのを受けて、この護送船団の集約による護衛強化策は実行に移された。同年5月13日の戦争諮問委員会において、ロイル海軍参謀長は、従来の2個船団を1個船団に集約して1個船団あたりの護衛艦を2倍の4隻に増強したことを報告し、それが現有戦力で最善の防御であると説明した。

## 航海の経過

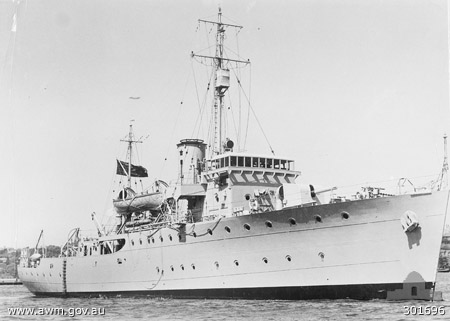
護衛隊旗艦だったコルベット「ウォーナンブール」（en）。

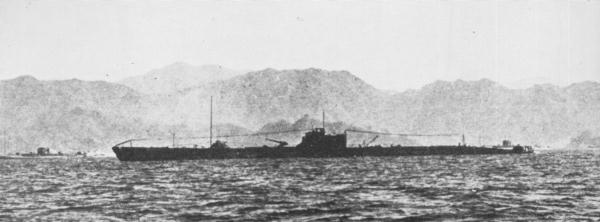
「伊174」と同型の「伊175」（参考画像）

1943年6月15日午前8時45分、GP55船団は、在来型の貨物船等10隻とアメリカ軍の戦車揚陸艦（LST）3隻、護衛としてオーストラリア海軍所属バサースト級コルベット（en）が以下の5隻「ウォーナンブール」（en）・「デロレイン」（en）・「カルガリー」（en）・「クータマンドラ」（en）・「バンダバーグ」（en）という編制でブリスベンを目指してシドニーを出航した。貨物船のうち「ポートマー」（5551トン）はアメリカ陸軍徴用船で、弾薬およびガソリンを積んでいた。護衛部隊の最先任士官は「ウォーナンブール」艦長のR・N・リード中佐であった。
このとき、シドニー沖では日本潜水艦「伊174」が待ち伏せ中であった。同艦は6月1日から数回の襲撃を行った後で、攻撃に使いやすい艦首発射管には魚雷が2発しか残っていない状態だった。同艦艦長の南部伸清少佐は6月14日の夜に航空機を2回と駆逐艦を1回発見したことから、護送船団の運航または対潜掃討を予感していた。
6月15日午後5時15分、まもなく日没の頃、船団は、スモーキー岬（en）東方35浬地点に差し掛かった。船団は5列縦隊（中央3列が各3隻・両端列が各2隻）を組んだ編隊航行をするはずであったが、左から4列目の2番船だった「ポートマー」が後落してしまっており、同列3番船のLST-1級戦車揚陸艦「LST-469」（1625トン）を追い越して規定の位置に戻ろうとしている状況であった。「伊174」は水中聴音器で船団を探知すると、距離8000mで潜望鏡により状況を確認後、潜水したまま3000mまで接近して艦首から魚雷2発を発射した。船団側は5隻の護衛艦が取り囲むほか、アンソン哨戒機1機が18海里先行して前路哨戒にあたっていたが、魚雷が迫るまで襲撃に気づいていなかった。魚雷は、「ポートマー」が「LST-469」をちょうど右舷から追い越そうと重なった瞬間に届き、船団側が回避するまもなく両船に1発ずつ命中した。「ポートマー」は1番船倉の水線部に被弾して積荷の弾薬とガソリンが爆発炎上すると10分間で沈没し、乗船者2人が死亡、71人がコルベット「デロレイン」に救助された。「LST-469」は航行不能に陥り、乗船者26人が死亡または行方不明、17人が負傷した。
奇襲された船団は退避し、「デロレイン」を救助任務に充て、「ウォーナンブール」と「カルガリー」が現場に留まってソナーで捜索、23分後に反応を捉えると目標が探知できなくなるまで計4回の爆雷攻撃を加えた。「伊174」は潜望鏡で戦果確認後に反転、設計上の安全深度75mを超える97mまで潜航退避した。オーストラリア側は漂う揮発臭から敵潜水艦を撃破した可能性が高いと考えていたが、実際には「伊174」は前部発射管室をはじめ鋲の緩みや電路関係などに軽微な損害を受けるにとどまった。その後、「ウォーナンブール」は船団に復帰し、「デロレイン」は救助した「ポートマー」生存者と「LST-469」の負傷者をコフスハーバーに送り、「カルガリー」は「LST-469」に付き添った。「LST-469」は沈没を免れ、翌6月16日夕刻にブリスベンから迎えに出たタグボート「リザーブ」（en）に曳航されて、6月20日にシドニーへ入港した。
オーストラリア軍は、損傷したと思われる日本潜水艦にとどめを刺すため特別の対潜作戦を実施した。負傷者等を上陸させた「デロレイン」は遭難現場に戻って、「カルガリー」及び応援に駆けつけたオーストラリア駆逐艦「ヴェンデッタ」とともに、6月18日及び6月19日を通じて潜水艦捜索に従事した。6月18日にボーフォート雷撃機がコフスハーバー沖で敵潜水艦に対する銃爆撃を記録しているほか、コルベット「ジーロング」もモートン岬北東40海里で潜水艦らしきものを探知して攻撃しているが、これらの地点で実際に日本潜水艦が作戦行動中だった証拠は確認できていない。なお、「伊174」は艦首魚雷を使い果たしたため哨戒を打ち切り、7月1日にトラック泊地に帰還した。

## 結果とその後
本船団の遭難は、オーストラリア東海域における日本潜水艦による最も効果的な襲撃事例となった。大破したLST-469は、ダグラス・マッカーサー指揮下の第7水陸両用部隊に属する不足がちな戦車揚陸艦の1隻であったため、同部隊が直後に予定していたカートホイール作戦の最初の段階であるクロニクル作戦（en）について、投入兵力・資材を急遽削らなければならない影響を与えた。
しかし、本船団の遭難を最後に、オーストラリア東海域における日本潜水艦による船舶被害は途絶えた。日本海軍は、1943年6月下旬にも三潜戦の「伊177」と「伊180」をオーストラリア東岸での交通破壊任務で再出撃させたが、6月30日にニュージョージア島の戦いが始まったため、両艦は作戦予定海域へ到着直後にニュージョージア島方面での艦船攻撃に任務を変更されてしまった。その後、日本海軍の潜水艦部隊は、「丸通」と称する陸兵・補給物資の輸送任務に兵力の多くを割いたため、オーストラリア方面での交通破壊作戦を実行することができなくなった。1944年（昭和19年）2月のトラック島空襲で後方のトラック泊地が大打撃を受けると、オーストラリアに近い前線のラバウル泊地から日本潜水艦は全て撤退した。
連合国軍は、日本潜水艦の襲撃が止んだ後も1943年末まで、駆逐艦やコルベットなどの対潜艦艇60隻以上をオーストラリア方面での船団護衛任務に投入していた。連合国側も日本潜水艦の活動低下を次第に把握し、オーストラリア近海での護送船団運航は1943年12月7日にニューカッスル以南で解除され、船員の反発もあったものの、1944年2月10日以降にはシドニー＝ブリスベン間の護送船団（GP船団・PG船団）とブリスベン＝グラッドストン（en）間の護送船団が廃止されて、オーストラリア東海域での直接護衛は終了した。